# Greatest Hits, Vol. 1
Greatest Hits, Vol. 1 é a terceira compilação do cantor Rod Stewart, lançado a 12 de Outubro de 1979.

## Faixas
1. "Hot Legs"
2. "Maggie May"
3. "Da Ya Think I'm Sexy?"
4. "You're In My Heart (The Final Acclaim)"
5. "Sailing"
6. "I Don't Want to Talk About It"
7. "Tonight's The Night (Gonna Be Alright)"
8. "The Killing Of Georgie (Part I And II)"
9. "The First Cut Is The Deepest"
10. "I Was Only Joking"

## Paradas
| Paradas (1980) | Posição |
| -------------- | ------- |
| Billboard 200  | 22      |